# واق صغير

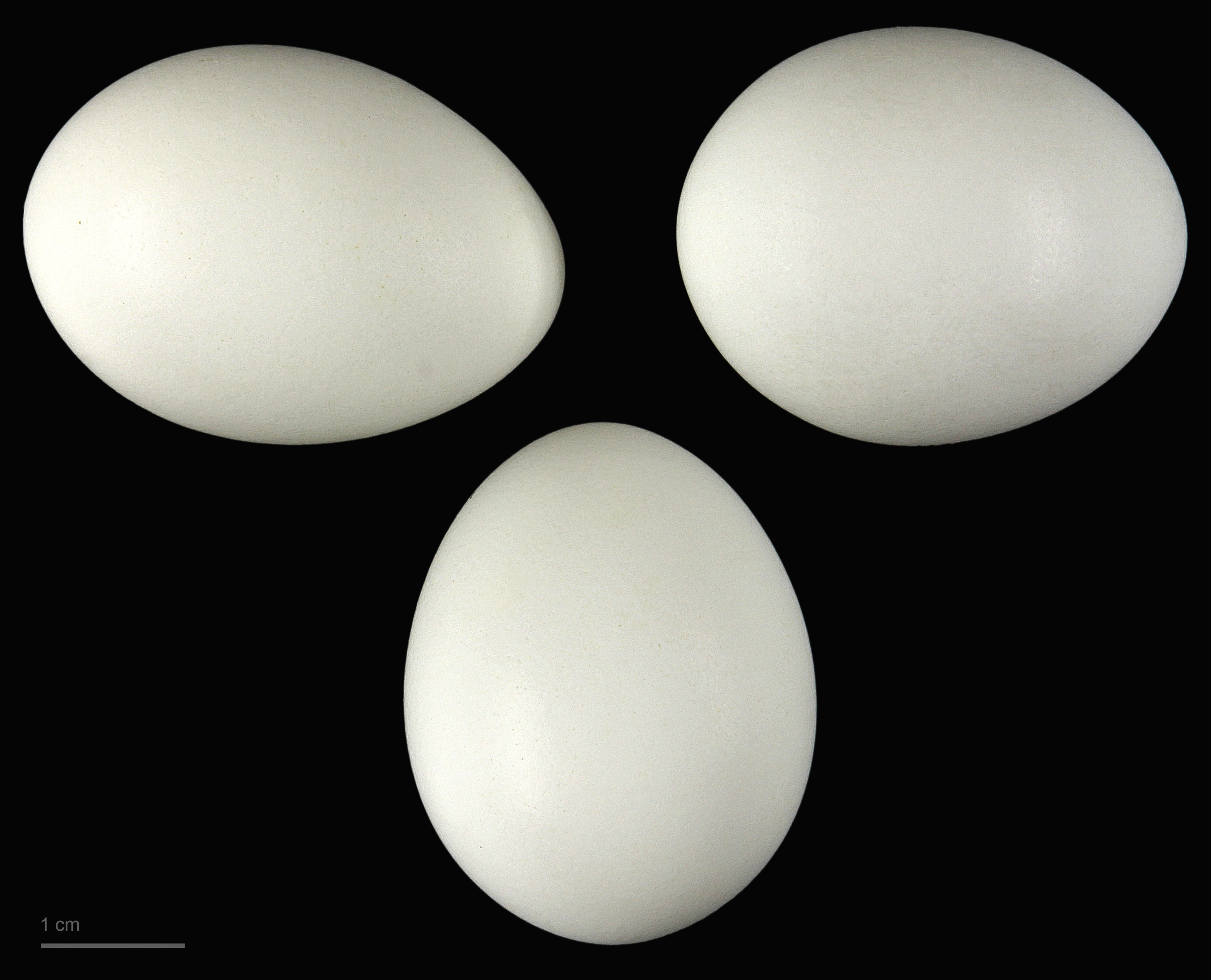
بيوض الواق الصغير

واق صغير (الاسم العلمي:   Ixobrychus  minutus) (بالإنجليزية: Little  Bittern)‏ هو طائر ينتمي إلى بلشونيات (فصيلة: Ardeidae).